# آن کاسون
آن کاسون (انگلیسی: Ann Casson؛ ۶ نوامبر ۱۹۱۵ – ۲ مهٔ ۱۹۹۰) یک هنرپیشه اهل بریتانیا بود.
از فیلم‌ها یا برنامه‌های تلویزیونی که وی در آن نقش داشته است می‌توان به شماره هفده اشاره کرد.